# Verbraucherdarlehensvertrag
Der Verbraucherdarlehensvertrag bzw. das Verbraucherdarlehen, auch Verbraucherkredit(vertrag), ist ein Darlehensvertrag, der zwischen einem Verbraucher  als Darlehensnehmer und einem Unternehmer  als Darlehensgeber geschlossen wird.
Die Entstehung dieses Vertragstyps und seine gesetzliche Regelung gehen auf die EU-Verbraucherkreditrichtlinie zurück.

## Deutschland

### Ursprung, Rechtsgrundlagen
Befanden sich die entsprechenden Regelungen ursprünglich im Verbraucherkreditgesetz, wurden sie durch das Schuldrechtsmodernisierungsgesetz in das Bürgerliche Gesetzbuch (§§ 491 ff. BGB) integriert. Ab 11. Juni 2010 gelten andere Regelungen nach Inkrafttreten des Gesetzes zur Umsetzung der Verbraucherkreditrichtlinie, des zivilrechtlichen Teils der Zahlungsdiensterichtlinie sowie zur Neuordnung der Vorschriften über das Widerrufs- und Rückgaberechts vom 29. Juli 2009.

### Gesetzliche Regelungen
Die Rechtsbegriffe Verbraucher und Unternehmer sind für Deutschland in § 13 und § 14 BGB definiert.
Grundsätzlich gelten für den Verbraucherdarlehensvertrag die allgemeinen Vorschriften über den Darlehensvertrag (§§ 488 bis 490 BGB). Die Normen der §§ 491 bis 505 BGB gelten für das Verbraucherdarlehen (mit Ausnahmen) darüber hinaus ergänzend mit dem Ziel, den Schutz des Verbrauchers zu stärken.
So bedarf der Verbraucherdarlehensvertrag zum Schutz des Verbrauchers grundsätzlich der Schriftform und hat einen Mindestinhalt. Da die Schriftform erforderlich ist, ist die Unterschrift der Parteien erforderlich (§ 126 BGB). Die Erklärung des Darlehensgebers bedarf aber dann keiner Schriftform, wenn sie mit Hilfe einer automatischen Einrichtung erstellt ist (§ 492 BGB). Die Unterschrift des Verbrauchers ist aber erforderlich.
Durch den gesetzlichen Mindestinhalt (§ 492 BGB) (zum Beispiel Angabe des Nettodarlehensbetrags und des effektiven Jahreszinssatzes) soll der Verbraucher die Möglichkeit haben, die unterschiedlichen Kreditformen und deren Kosten besser vergleichen zu können. Bei bonitätsabhängigen Zinssätzen regelt § 17 PAngV („Werbung für Verbraucherdarlehen“), dass die Bank in der Werbung darauf hinweisen muss, dass der Zins bonitätsabhängig ist. Die Bank darf dabei nur mit Zinssätzen werben, die von 2/3 der tatsächlich abgeschlossenen Verträge nicht unterschritten werden.
Weitere Regeln zu Gunsten des Verbrauchers:
- Zwingende Formvorschriften (Beweiserleichterung)
- Zwingend notwendige Angaben im Vertrag (bessere Risikoeinschätzung, Beweiserleichterung)
- Anordnung von Rechtsfolgen bei Missachtung der obigen Punkte zu Lasten des Unternehmers
- Einräumung eines Widerrufsrechts nach Maßgabe des § 355 BGB sowie im Fall eines Verbundenen Geschäftes
- Unwirksamkeit des Verzichts auf Einwendungen gegenüber einem neuen Gläubiger bei Abtretung der Darlehensforderung
- Verbot der Eingehung abstrakter Verbindlichkeiten durch den Verbraucher zur Schuldverstärkung (sog. Wechsel- und Scheckverbot; bei Zuwiderhandlung Schadenersatzpflicht)
- Behandlung von Verzugszinsen (Schutz vor Überschuldung)
- Begrenzung der Kündigungsmöglichkeiten des Darlehensgebers bei Zahlungsverzug

Die Nichtbeachtung von Schriftform und Mindestinhalt führen zur Nichtigkeit des Darlehensvertrages (§ 494 Abs. 1 BGB). Der Verbraucherdarlehensvertrag wird aber gültig, soweit der Darlehensnehmer das Darlehen empfängt oder in Anspruch nimmt (§ 494 BGB).
Dem Darlehensnehmer steht in jedem Fall ein Widerrufsrecht zu (§ 495 BGB). Die Widerrufsfrist beträgt zwei Wochen (§ 355 BGB). Durch fehlerhafte Widerrufsbelehrungen kann diese Frist allerdings unwirksam werden. Derartige fehlerhafte Bestimmungen wurden in mehreren Instanzen dokumentiert. Die Verbraucherzentrale Hamburg geht davon aus, dass 9 von 10 der Verbraucherdarlehensverträge fehlerhafte Widerrufsbelehrungen enthalten. Allerdings hat der Gesetzgeber am 18. Februar 2016 beschlossen, diese Ausdehnung des Widerrufsrechts für Verträge aus den Jahren 2002 bis 2010 auslaufen zu lassen, damit wurde die europäische Wohnimmobilienkredit-Richtlinie umgesetzt.

#### Abmilderung der Folgen der COVID-19-Pandemie
Bei Verbraucherdarlehensverträgen, die vor dem 15. März 2020 abgeschlossen wurden, gelten Ansprüche des Darlehensgebers auf Rückzahlung, Zins- oder Tilgungsleistungen, die zwischen dem 1. April 2020 und dem 30. Juni 2020 fällig werden, nach Art. 5 des Gesetzes zur Abmilderung der Folgen der COVID-19-Pandemie im Zivil-, Insolvenz- und Strafverfahrensrecht mit Eintritt der Fälligkeit für die Dauer von drei Monaten als gestundet, wenn der Verbraucher aufgrund der durch die COVID-19-Pandemie in Deutschland hervorgerufenen außergewöhnlichen Verhältnisse Einnahmeausfälle hat, die dazu führen, dass ihm die Erbringung der geschuldeten Leistung nicht zumutbar ist. Kündigungen des Darlehensgebers wegen Zahlungsverzugs, wegen wesentlicher Verschlechterung der Vermögensverhältnisse des Verbrauchers oder der Werthaltigkeit einer für das Darlehen gestellten Sicherheit sind bis zum Ablauf der Stundung ausgeschlossen (Art. 240 § 3 EGBGB n.F.).

### Abgrenzung
Bei Überziehungskrediten für ein Girokonto gelten die Regelungen des Verbraucherdarlehensvertrages nicht (§ 493 BGB).
Ein Sonderfall des Verbraucherdarlehensvertrages ist der Immobiliardarlehensvertrag für grundpfandrechtlich abgesicherte Darlehen.

## Österreich
In Österreich wurde die Verbraucherkreditrichtlinie durch das Verbraucherkreditgesetz umgesetzt.